# Geschmacksverstärker
Geschmacksverstärker is een Belgisch noiseduo, bestaande uit Rob Weytjens (beats, gitaar, basgitaar, samples) en Olivier Coumans (zang, samples). De naam ontstond toen ze het woord (Duits voor "smaakversterker") zagen op een zakje chips.
Het debuutalbum Blow your cover werd uitgebracht in 2000. In 2002 verscheen opvolger God=pushin'.
De band speelde onder meer op Pukkelpop, Rock Herk, Eurorock  en het Rumor Festival. 

## Discografie
- Blow your cover (2000)
- God = pushin' (2002)